# Mycosylva reticulata
Mycosylva reticulata är en svampart som beskrevs av Samson & Hintikka 1974. Mycosylva reticulata ingår i släktet Mycosylva, divisionen sporsäcksvampar och riket svampar.   Inga underarter finns listade i Catalogue of Life.